# Harald Stolka
Harald Stolka (* 14. Februar 1975) ist ein deutscher Poolbillardspieler.

## Karriere

### Einzel
Im April 1999 gewann Harald Stolka mit dem dritten Platz bei den German Open seine erste Medaille bei einem Euro-Tour-Turnier. Im Juli 2000 schied er bei der 9-Ball-Weltmeisterschaft hingegen als Sechstplatzierter seiner Gruppe in der Vorrunde aus. Bei den Lichtenstein Open 2001 gewann er die Bronzemedaille. Im Mai 2002 erreichte er bei den Munich Open, einem Turnier der IBC-Turnier, den 33. Platz. Im Juli 2005 gelang ihm bei der 9-Ball-WM erstmals der Einzug in die Finalrunde, bei der er in der Runde der letzten 32 gegen Corey Deuel nur knapp mit 9:10 verlor. Bei der deutschen Meisterschaft erzielte er 2005 mit dem fünften Platz in den Disziplinen 14/1 endlos und 8-Ball seine bislang besten Ergebnisse.
Im Mai 2006 gewann Stolka erstmals ein Euro-Tour-Turnier; Bei den Germany Open gelang ihm nach Siegen gegen Tomasz Kapłan, Darren Appleton und Niels Feijen der Einzug ins Finale, in dem er Oliver Ortmann mit 10:7 besiegte. Bei der 9-Ball-WM 2007 erreichte er das Achtelfinale, das er mit 7:11 gegen den späteren Weltmeister Daryl Peach verlor. Bei den Austria Open 2010 gewann er seine vierte Euro-Tour-Medaille, nachdem er im Halbfinale gegen den Niederländer Nick van den Berg ausgeschieden war. Im September 2011 erreichte er das Viertelfinale der Hungary Open. Anschließend schaffte er es erst bei den Austria Open 2014 wieder in die Endrunde eines Euro-Tour-Turniers und schied dort in der Runde der letzten 32 aus.

### Mannschaft
Ab der Saison 2003/04 spielte Harald Stolka beim Zweitligisten BSV Dachau, mit dem er in seiner ersten Saison in die 1. Bundesliga aufstieg. In den Spielzeiten 2004/05 und 2005/06 wurde er mit dem Verein Deutscher Meister. Nach der Saison 2009/10, in der er mit den Dachauern Zweiter geworden war, wechselte Stolka zum Bundesligaaufsteiger BSV Fürstenfeldbruck, mit dem er 2011, 2012 und 2013 deutscher Vizemeister wurde.

## Erfolge
| Deutscher Mannschaftsmeister: | 2005, 2006 |
| Germany Open:                 | 2006       |